# 1653
Епоха великих географічних відкриттів •  Ганза •  Річ Посполита •  Запорозька Січ •  Хмельниччина

## Геополітична ситуація
Османську імперію очолює Мехмед IV (до 1687). Під владою османського султана перебувають Близький Схід та Єгипет, Середземноморське узбережжя Північної Африки, частина Закавказзя, значні території в Європі: Греція, Болгарія і Сербія. Васалами османів є Волощина та Молдова.
Священна Римська імперія — наймогутніша держава Європи. Її територія охоплює, крім німецьких земель, Угорщину з Хорватією, Богемію, Північну Італію. Її імператором є Фердинанд III з родини Габсбургів (до 1657). Королем Богемії та Угорщини та римським королем є Фердинанд IV Габсбург.
Габсбург Філіп IV Великий є королем Іспанії (до 1665). Йому належать Іспанські Нідерланди, південь Італії, Нова Іспанія, Нова Гранада та Нова Кастилія в Америці, Філіппіни. Королем Португалії проголошено Жуана IV, хоча Іспанія це проголошення не визнає. Португалія має володіння в Бразилії, в Африці, в Індії, на Цейлоні, в Індійському океані й Індонезії.
Північ Нідерландів займає Республіка Об'єднаних провінцій. Король Франції — Людовик XIV (до 1715). В Англії триває Англійська революція, встановлено Англійську республіку. Король Данії та Норвегії — Фредерік III (до 1670), королева Швеції — Христина I (до 1654). На Апеннінському півострові незалежні Венеціанська республіка та Папська область.
Королем Речі Посполитої, якій належать українські землі, є Ян II Казимир (до 1668).
Гетьман України — Богдан Хмельницький. На півдні України існує Запорозька Січ.
Царем Московії є Олексій Михайлович (до 1676). Існують Кримське ханство, Ногайська орда.
В Ірані правлять Сефевіди.
Значними державами Індостану є Імперія Великих Моголів, Біджапурський султанат, султанат Голконда, Віджаянагара. У Китаї править Династія Цін. В Японії триває період Едо.

## Події

### Україна
- Втручання козацького війська в молдовські справи:
  - У квітні господар Молдови Василь Лупул втратив владу через незадоволеність бояр та втручання волоського воєводи Матея Басараба й трансільванського правителя Юрія Ракоці. Господарем Молдови проголошено Георгія Штефана.
  - Вигравши битву під Ясами козацький загін Тимоша Хмельницького на початку травня захопив Ясси й повернув владу Василю Лупулу.
  - 27 травня козаки програли Матею Басарабу битву під Финтою.
  - Козаки окупували Сучаву й вели в ній оборону, зрештою добившись відступу з честю. Тиміш Хмельницький зазнав поранення й до кінця року помер.
- 20 липня московське посольство прибуло в Чигирин з повідомленням про згоду московського царя взяти під свою опіку запорізьких козаків.
- 24 грудня війська Богдана Хмельницького перемогли польські загони під Жванцем.

### Світ

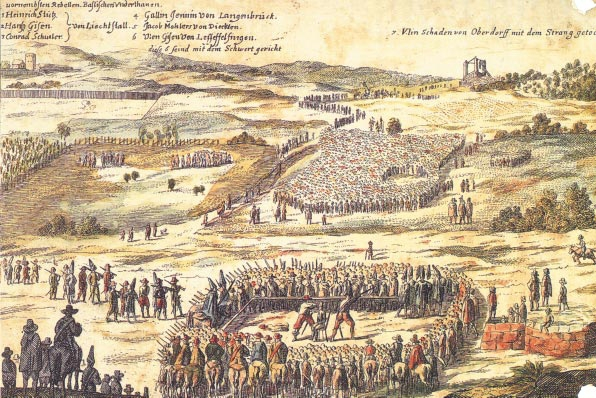
Страта ватажків швейцарського селянського повстання в Базелі.

- У Московії почалась церковна реформа патріарха Никона, котра дещо пізніше привела до розколу московської православної церкви.
- Папа Іннокентій X засудив вчення янсеністів.
- У Швейцарії спалахнула селянська війна.
- 31 травня Фердинанда IV Габсбурга обрано римським королем.
- 2 лютого селище Новий Амстердам набуло статусу міста.
- Англійська революція:
  - 20 квітня Олівер Кромвель розпустив парламент-охвістя.
  - 16 грудня в Англії опубліковано конституцію («Знаряддя управління»), за якою Олівер Кромвель призначався лорд-протектором з повноваженнями, рівними королівським.
- Триває перша англо-голландська війна. Тривають численні морські бої в Ла-Манші, Північному морі, біля берегів Італії.
- Поль Шомеді де Мезоннев повернувся з Франції в Монреаль із загоном бійців для захисту поселення від ірокезів.
- Португальський флот прийшов на допомогу повсталим португальцям у Голландській Бразилії, що зрештою змусило нідерландців капітулювати.
- Завершилося спорудження мавзолею Тадж-Махал в Агрі.

## Народились
див. також Категорія:Народились 1653

## Померли
див. також Категорія:Померли 1653
25 жовтня — Теофраст Ренодо — французький лікар і видавець, засновник першої французької газети «La Gazette».